# Kruisvaardersstaten

Kaart met kruisvaardersstaten rond 1135

De kruisvaardersstaten of Latijnse staten waren staten die in en rond het oostelijke Middellandse Zeegebied waren gesticht door tijdelijk bijeengebrachte grote goedbewapende internationale legerkorpsen, die in opdracht van het hoofd van de Rooms-Katholieke Kerk, de paus, met militair geweld gebied ver- of heroverden. Deze militaire expedities werden door de kerk en haar aanhangers "kruistochten" genoemd, de geronselde soldaten en legerleiders kruisvaarders en kruisridders. De Latijnse staten bestonden tussen de elfde en de vijftiende eeuw. De aanduiding "kruisvaarderstaten" kan misleidend zijn omdat vanaf 1130 maar weinig Frankische bewoners kruisvaarders waren.
Bij de eerste grote militaire expeditie, de "Eerste Kruistocht", eigenden bepaalde legers zich in de Oriënt de volgende gebieden toe:
- Het graafschap Edessa, van 1098 tot 1144 (Lijst van de graven);
- Het vorstendom Antiochië, van 1098 tot 1268 (Lijst van de vorsten);
- Het koninkrijk Jeruzalem, van 1099 tot 1291, omvattend het huidige Israel, Palestina, de Westelijke Jordaanoever, de Gazastrook en omliggend gebied. (Lijst van de koningen);
- Het graafschap Tripoli, van 1102 tot 1289 (Lijst van de graven).

Later veroverde Richard Leeuwenhart ook Cyprus op de Byzantijnen en schonk dit eiland aan Guy van Lusignan, die er een koningshuis stichtte.
- Het koninkrijk Cyprus, van 1192 tot 1489 (Lijst van de koningen)

Nadat een leger van 250.000 man, verzameld in de Vierde Kruistocht, de meest welvarende stad van Europa, Constantinopel door een aanvalsoorlog had ingenomen, geplunderd, grotendeels verwoest en tienduizenden inwoners vermoord, werden binnen het Byzantijnse Rijk meerdere kruisvaardersstaten opgericht:
- Het Latijnse keizerrijk van Constantinopel, van 1204 tot 1261 (Lijst van de keizers);
- Het koninkrijk Thessaloniki, van 1205 tot 1222; (Lijst van de koningen)
- Het vorstendom Achaea, van 1205 tot 1428; (Lijst van de vorsten); en
- Het hertogdom Athene, van 1205 tot 1458; (Lijst van de hertogen)
- Het hertogdom Naxos, van 1207 tot 1579; (Lijst van de hertogen)

De nieuwe heersers waren voortdurend in oorlog met de omringende staten, maar tegelijkertijd werd ook handel gedreven. De nieuwe machthebbers sloegen miljoenen gouden en zilveren munten die een precieze nabootsing van de munten van de Arabieren waren.